# (16381) 1981 EG25
A (16381) 1981 EG25 a Naprendszer kisbolygóövében található aszteroida. Schelte J. Bus fedezte fel 1981. március 2-án.